# ريتشارد جيمس ستراكان هارمان
ريتشارد جيمس ستراكان هارمان هو سياسي نيوزيلندي، ولد في 14 أبريل 1826، وتوفي في 26 نوفمبر 1902.